# 恐惧角
《恐惧角》（英語：Cape Feare）是美国动画情景喜剧《辛普森一家》第五季的第二集，也是全剧的第83集，于1993年10月7日通过福克斯电视网在美国首播，之后又通过录像带和发行。剧集由约翰·维蒂编剧，里奇·摩尔执导，凯尔塞·格拉玛回归出演出狱后一心要杀害巴特·辛普森的杂耍家鲍伯。《恐惧角》是恶搞1962年电影《恐怖角》和1991年重拍片的作品，这两部电影又都是根据约翰·D·麦克唐纳的小说《刽子手》改编。此外，《恐惧角》还有多处文化指涉，戏仿目标包括《惊魂记》在内的多部恐怖片。
本集剧情源自华莱士·沃洛达斯基的构想，他希望用这集作品恶搞电影《恐怖角》。《恐惧角》原本是第四季的剧集，但一直拖到第五季才播出，是《辛普森一家》大部分原班编剧创作的最后一集节目，大部分人之后离开剧组。剧组在节目制作期间遇到困难，特别是难以把片长增至同其他剧集一样有半小时，所以之后又加入部分镜头。其中一段镜头是杂耍家鲍伯连续多次踩到犁耙，于是被犁耙的柄打中面部，这也成为《辛普森一家》历史上最令人难忘的镜头之一。评论界普遍认为《恐惧角》是《辛普森一家》最优秀的剧集之一，剧中的音乐还获得艾美奖提名。

## 剧情
巴特连续收到多封死亡威胁邮件，整个人变得疑神疑鬼。这些信都是他关押在春田镇州立监狱的仇敌杂耍家鲍伯所写。次日，杂耍家鲍伯的假释听证会召开，假释委员会很轻易地就相信他不会再对社会构成威胁。辛普森家族去看电影时，杂耍家鲍伯就坐在他们前面，并做出各种令人厌恶的举动。一家人马上想到那些威胁信肯定是他寄来的，愤怒的玛琦要求他不得靠近巴特。
辛普森家族通过证人搬迁项目迁居“恐怖湖”（Terror Lake），还改姓汤普森（Thompson），一家人住在船屋里。但辛普森家族没想到的是，杂耍家鲍伯就躲在他们的车下，跟着车一起来到他们的新家。
入夜后，杂耍家鲍伯开始行动，他把船屋的缆绳松脱，然后把霍默、玛琦、莉萨和玛吉绑起来，确保他们无法干预自己的计划。他潜入巴特的房间打算杀害对方，巴特虽从窗户逃出，但船已在河上飘流，他无路可走。杂耍家鲍伯同意满足他“最后的请求”，巴特于是大拍马屁，称赞对方嗓音优美，请他演唱《皮纳福号军舰》中所有的音乐曲段，以期拖延时间，让船屋顺水飘回春田镇。杂耍家鲍伯唱完后开始逼近巴特，但船屋就在此时搁浅，他再度被捕，辛普森家族返回故居。

## 制作

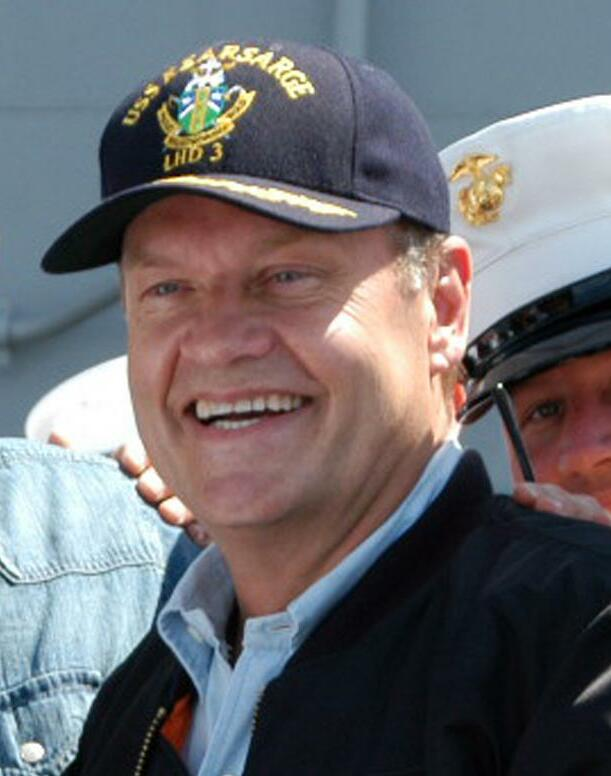
凯尔塞·格拉玛在本集为杂耍家鲍伯配音

杂耍家鲍伯是《辛普森一家》的常设角色，他的上一次出场是1992年播出的第三季第21集《黑鳏夫》（Black Widower）。众编剧参考1949至1966年《乐一通》系列动画片的《威利狼与哔哔鸟》，让鲍伯意外进入巴特的生活，还一心要杀害巴特。执行制片人阿尔·让（Al Jean）把这个人物比作威利狼，称两者都很聪明，但却总是败给他们眼中智商低下的对手。鲍伯被多头大象踩扁，但又很快弹回原状的情节就源自威利狼的经历。
克里斯·特纳（Chris Turner）在著作《辛普森行星》（Planet Simpson）中称，杂耍家鲍伯是自视甚高的势利小人，也是保守的共和党人，编剧把他塑造成这样的人，然后反复不断地用犁耙打他，一次又一次地把他击倒。杂耍家鲍伯是《辛普森一家》中高雅文化的代表，他的死敌小丑库斯提则是低俗文化的代表。立场和层次介乎两者之间的巴特总是左右逢源，占尽便宜。马修·亨利（Matthew Henry）在《离开春田镇》（Leaving Springfield）一书中指出，巴特是“大众文化教养”的产物，所以是杂耍家鲍伯的眼中钉:2–3。
杂耍家鲍伯的聪明才智让他在很多方面如鱼得水。以本集为例，假释委员会询问为何他身上刻有“死吧巴特，去死吧”（Die Bart, Die）这样的纹身，于是他说这些其实是德语，意为“胡须”:16。假释委员会对他的回答非常满意，于是同意他出狱，因为“会说德语的肯定不是坏人”（no one who speaks German could be an evil man，暗指阿道夫·希特勒说过的同样的话）。不过，杂耍家鲍伯对高雅文化的热爱有时也会对他不利，同样以这集为例，他就答应巴特“最后的请求”表演轻歌剧《皮纳福号军舰》，导致作案时间大幅延长，最终被警察逮捕:16。
《恐惧角》是由《辛普森一家》第四季的剧组制作，只是到第五季才播出，大部分主创人员都已在第四季完结后离开。这也令剧中多出一些往常情况下不会考虑加入的内容，因为剧组并不担心由此惹来麻烦：“他们能怎么着，还炒了我们不成？”不过，本集大部分内容虽然是由第四季剧组完成，但结局还是经过第五季编剧的重新创作。
华莱士·沃洛达斯基（Wallace Wolodarsky）曾看过1991年版《海角驚魂》，正是他提议制作一集《辛普森一家》恶搞该片。约翰·维蒂（Jon Vitti）受命创作戏仿1962年原版《恐怖角》和1991年重拍片的剧本，两部电影都是根据1957年约翰··麦克唐纳（John D. MacDonald）的小说《刽子手》（The Executioners）改编。根据以往的惯例，编剧可以在剧本中插入支线剧情来戏仿原作，但这次剧组决定把整集都投入恶搞。杂耍家鲍伯成为大反派，巴特则是他的主要目标。剧情主线同两部电影基本相同，伯纳德·赫尔曼为1962年原版电影创作的配乐也有部分在本集采用（1991年的重拍片也用过原版配乐），其中的音乐主题此后还成为杂耍家鲍伯的主题音乐。杂耍家鲍伯此前出场的剧集最后都会留下谜团，但本集例外。
剧组在节目制作上遇到困难，特别是难以把片长延至同其他剧集一样有半小时，所以在后期制作时又加入部分内容。首先，节目开始重复采用第四季第十集《莉萨说出的第一个词》（Lisa's First Word）的沙发噱头，比往常的大部分沙发噱头持续时间要长得多。接下来，剧组又加入《痒痒鼠与抓抓猫》的动画片段和多处有意误导观众猜测是谁想要杀害巴特的内容。加上这些内容后，剧集片长还是不够，杂耍家鲍伯连续踩到犁耙、然后被柄打中面部的镜头由此诞生，结果这不但是本集最令观众难忘的桥段，也是《辛普森一家》历史上最难忘的镜头之一。根据原有剧情，杂耍家鲍伯只是在从辛普森家族的车下钻出来时踩到犁耙一次，结果剧组将之改成连续九次。执行制片人阿尔·让对此表示，剧组对此的设想是这场戏本来很有趣，但经过拉长，会变得不怎么好笑，但再进一步拉长，又会重新变得搞笑。
片尾的音乐曲目，以及包括杂耍家鲍伯身穿制服在内的视觉噱头，都是在样片制作完成后加入。节目组感觉单让人物唱歌的喜剧效果略嫌不足，所以加上这些噱头来强化。《辛普森一家》的主创人马特·格勒宁在看到最终成片包含此类新增内容时颇感意外，因为他本来觉得这些镜头稍显愚蠢，满以为之后会剪掉，不过他之后逐渐改变看法，认为这些镜头也很有价值。
美国男演员凯尔塞·格拉玛获邀第三次客串，为杂耍家鲍伯配音。此时他已因同期制作的《欢乐一家亲》成为美国家喻户晓的演员。格拉玛只为人物踩到犁耙并被打中头部时录过一次呻吟声，他也不知道这场戏之后大幅延长，所以在看到最终成片时颇感意外。《辛普森一家》的编剧非常欣赏格拉玛的歌喉，所以力图在让每次出场时都唱首歌。节目的首席作曲阿尔夫·克劳森（Alf Clausen）对此称：“（克劳森）实在了不起，他真是太棒了。你能感觉到他对音乐剧的热爱，而且有这样的嗓音去追求这份热爱，所以我也知道，不管怎么写，他都能唱出我想要的效果。”

## 文化指涉

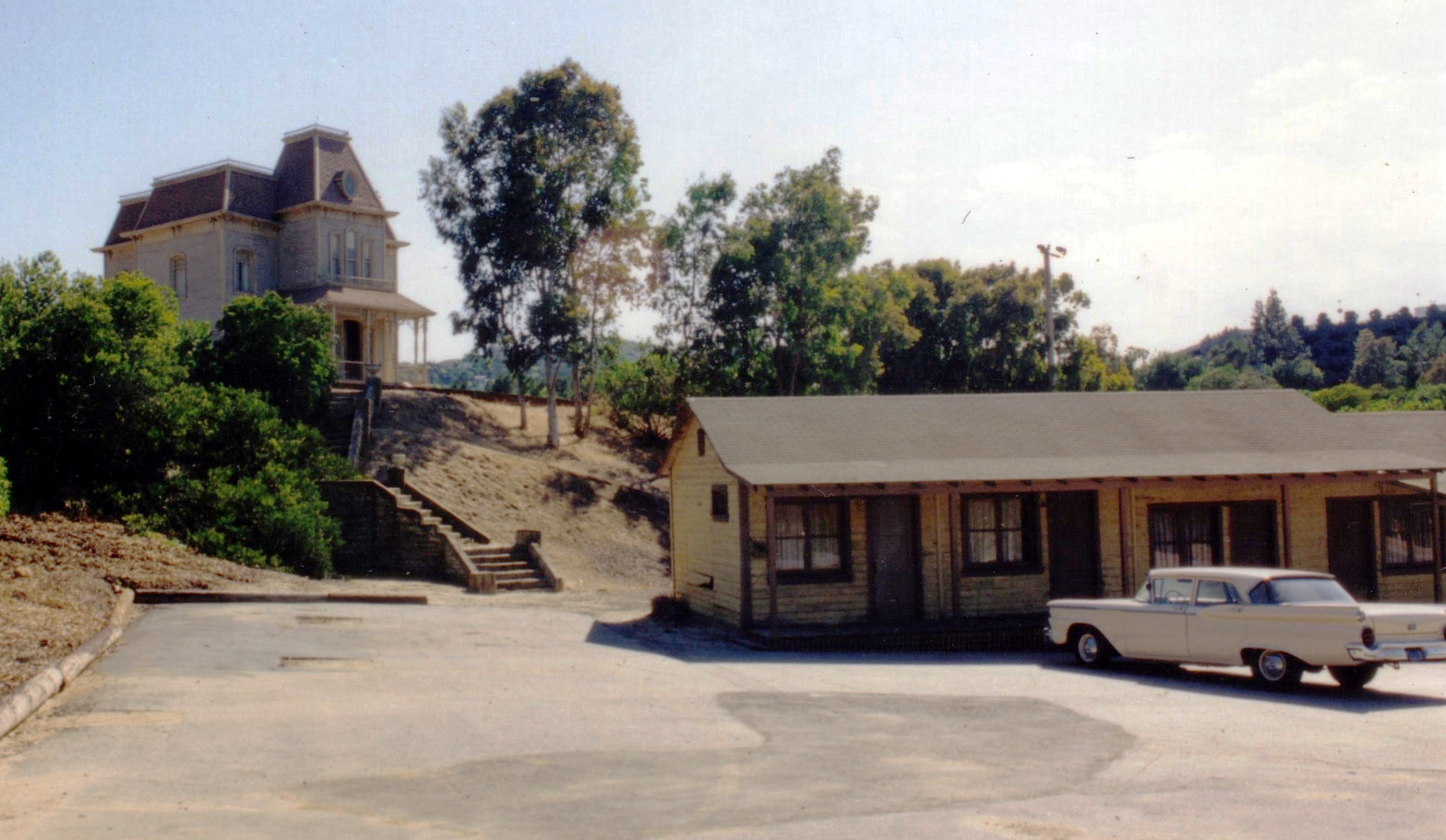
杂耍家鲍伯所住的贝茨汽车旅馆源自1960年的恐怖片《惊魂记》

除借用剧情主线外，本集还有多段镜头直接借鉴两部《恐怖角》电影。例如玛琦找上克兰西·维古姆求助时，警长称杂耍家鲍伯此时还没有违反任何法律，这段情节在1962年原版和1991年的重拍片中都有出现。杂耍家鲍伯的纹身，锻炼时的部分镜头，他走出监狱及之后在电影院抽烟，以及躲在辛普森家族车下的情节，警长在房子周围布下报警系统（连接到玩具娃娃），还告诉霍默，如果有人闯进家门，他可以用任何手段自卫；鲍伯把自己绑在车下，之后在船屋把巴特拉起来说话；霍默聘请私家侦探，后者试图逼鲍伯离开春田镇。这些情节都源自1991年的重拍版《恐怖角》。
剧中杂耍家鲍伯所住的贝茨汽车旅馆源自1960年的恐怖片《惊魂记》。霍默戴着新买的冰球面具吓了巴特一跳，令观众回想起1982年的恐怖片《十三号星期五3》（Friday the 13th Part III）。杂耍家鲍伯手指关节处的纹身同罗伯特·米彻姆在《猎人之夜》中扮演的角色类似，1962年版《恐惧角》中的大反派迈克斯·卡迪（Max Cady）同样是由米彻姆饰演。霍默和巴特在前往恐怖湖途中唱起喜歌剧《日本天皇》（The Mikado）中的歌曲《我们是学校出来的三个小女佣》（Three Little Maids From School Are We），两人戴的帽子意指《我爱露茜》。内德·弗兰德手指上的剃刀暗指1984年的电影《猛鬼街》，弗兰德用剃刀威胁巴特的情节是恶搞《猛鬼街》的反派，他还用剃刀把树篱割成天使形状，意指《剪刀手爱德华》中爱德华把树篱割成恐龙状。

## 播映和反响
《恐惧角》于1993年10月7日通过福克斯电视网在美国首播，尼尔森收视率为12.3，在10月4至10日这周所有的美国电视节目里排名第32，也是福克斯电视网这周的收视冠军。1997年发行的VHS录像带套装《辛普森一家：春田镇神秘谋杀》（The Simpsons: Springfield Murder Mysteries）共收录有四集《辛普森一家》剧集，除《恐惧角》外，另外三集分别是《谁朝伯恩斯先生开的枪上集》（Who Shot Mr. Burns?）、《谁朝伯恩斯先生开的枪下集》和《黑鳏夫》。2005年发行的《春田镇神秘谋杀》和2004年底发行的第五季全集套装同样收录有《恐惧角》。格勒宁、让和维蒂都为录有评论音轨。剧中凯尔塞·格拉玛表演《皮纳福号军舰》的曲目之后收录在1999年的唱片《同辛普森一家一起高歌》（Go Simpsonic with The Simpsons）中。阿尔夫·克劳森还于1994年因本集的配乐表现获艾美奖提名。

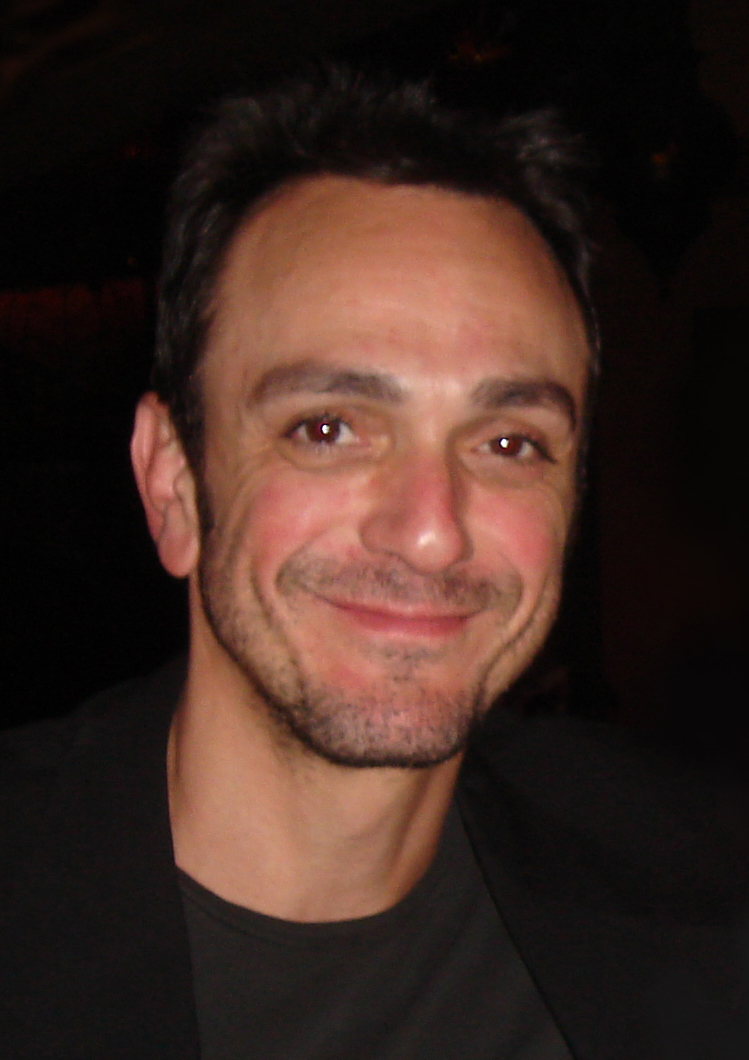
《恐惧角》是《辛普森一家》配音演员汉克·阿扎里亚最喜欢的剧集

据马特·格勒宁透露，许多人都把《恐惧角》列入心目中的十佳剧集。《娱乐周刊》曾于2003年评选史上最优秀的25集《辛普森一家》，本集排名第三。同年，《今日美国》在庆祝电视剧第300集《巴特的讨价还价》（Barting Over）播出之际发文，登出辛普森一家档案馆网站评选的十佳剧集，《恐惧角》名列第九。2006年，IGN把这集评为《辛普森一家》第五季最佳剧集。2007年，《名利场》又将《恐惧角》评为《辛普森一家》中第四优秀的剧集，称赞节目无论是在恶搞其他电影还是常设角色发展方面都有几乎无与伦比的大师级表现。2007年，《每日电讯报》的詹姆斯·沃尔顿（James Walton）把本集列入《辛普森一家》十佳剧集，《太阳先驱报》（Herald Sun）也于同年将其评为《辛普森一家》最优秀的20集之一。2008年，瑞典《布罗斯报》（Borås Tidning）的卡尔·阿克斯通（Karl Åkerström）称《恐惧角》是他眼中最优秀的《辛普森一家》剧集。2010年，迈克尔·莫兰（Michael Moran）在《泰晤士报》发文，称《恐惧角》可以在《辛普森一家》历史上所有剧集中排名第四，同2007年《偏锋杂志》的托德·范德韦尔夫（Todd VanDerWerff）排位相同。此外，《辛普森一家》的配音演员汉克·阿扎里亚也称这集是他在节目中最喜欢的剧集。
网站的罗伯特·坎宁（Robert Canning）给予本集十分的高度评价（最高十分），称这是《辛普森一家》中杂耍家鲍伯出场的最佳剧集。他还称，节目的出众虽然通过多个方面表现出来，但最令他印象深刻的就是鲍伯在节目中的野蛮和专注程度。他一心要杀死巴特，除欺骗假释委员会外根本没有试图隐瞒。相比之下，之前出场的鲍伯要优柔寡断得多。这正是鲍伯的全盛时期，一心复仇、光芒四射而又令人捧腹的全盛时期。此后，坎宁又在评选杂耍家鲍伯十佳剧集时再度把《恐惧角》排在首位。《影音俱乐部》内森·拉宾（Nathan Rabin）指出，节目中为了延长时间而加入的内容堪称《辛普森一家》历史上最犀利、最搞笑而且最古怪的噱头，不但突破节目本身的限制，而且这段犁耙戏码很可能是这集对喜剧最大的贡献，其优点还远远不止于止。杂耍家鲍伯出场的剧集一直身处《辛普森一家》的最佳之列，《恐惧角》则代表今后所有杂耍家鲍伯剧集应力求看齐的金牌标准。《帝国》将鲍伯把自己绑在辛普森家族车下后遭遇的事故评为《辛普森一家》最佳电影恶搞情节第八位。《全面电影》（Total Film）则把本集对《恐怖角》的戏仿评为《辛普森一家》历史上最佳电影指涉的第33名。挪威的《经理报》（Nettavisen）还把杂耍家鲍伯的纹身“死吧巴特，去死吧”评为电影和电视史上所有纹身的第五位。
2012年，美国剧作家安妮·沃什伯恩（Anne Washburn）的剧作《伯恩斯先生，后电子时代剧作》（Mr. Burns, a Post-Electric Play）面世，这部剧作就是根据《恐惧角》改编，电视剧的剧情还是剧作的重要组成部分。